# 2-aminometil-1-etilpirrolidina
La 2-aminometil-1-etilpirrolidina, también llamada n-etil-2-aminometilpirrolidina, es un compuesto orgánico de fórmula molecular C7H16N2. Es una amina cíclica derivada de la pirrolidina, en la cual el nitrógeno del heterociclo se halla unido a un grupo etilo y el carbono adyacente al nitrógeno está enlazado a un grupo metilamino. Es, pues, una diamina que contiene un grupo amino terciario y uno primario.

## Propiedades físicas y químicas
La 1-(2-aminoetil)pirrolidina es un líquido claro de color amarillo. Su punto de ebullición es de 180 °C —58 °C a una presión de solo 16 mmHg— y su punto de fusión 29 °C, siendo este valor teórico, no experimental. De menor densidad que el agua (ρ = 0,884 g/cm³), es soluble en ella, en proporción de 480 g/L. El valor del logaritmo de su coeficiente de reparto, logP = 0,31, indica una solubilidad algo mayor en disolventes apolares que en agua.
Tiene una tensión superficial de 31 dina/cm, menos de la mitad de la del agua.

## Síntesis y usos
En 1949 se observó que la reacción entre cloropiperdinas —en concreto 1-etil-3-cloropiperidina y 1-metil-3-cloropiperidina— y bencilamina producía, en contra de lo esperado, una reestructuración del anillo de piperidina, dando lugar a compuestos derivados de la 2-aminometilpirrolidina (como la 2-aminometil-1-etilpirrolidina).
Esta diamina puede también sintetizarse a partir de prolinol o 1-acetil-2-clorometil-pirrolidina.
En cuanto a su uso, la 2-aminometil-1-etilpirrolidina se ha utilizado para la preparación de fármacos con efectos beneficiosos para el sistema nervioso central.
Es precursor de medicamentos como levosulpirida, antagonista selectivo del receptor de la dopamina D2, y de la remoxiprida, antipsicótico atípico.
En relación con esto, se ha desarrollado un sistema de análisis cuantitativo cromatográfico para evaluar la cantidad de esta amina que está presente como impureza en productos farmacéuticos elaborados.

## Precauciones
La 2-aminometil-1-etilpirrolidina es una sustancia combustible cuyo punto de inflamabilidad es 57 °C.
Al arder puede desprender gases tóxicos como monóxido de carbono y óxidos de nitrógeno.
Su contacto puede ocasionar severas quemaduras en piel y ojos.